# Crocidophora limbata
Crocidophora limbata là một loài bướm đêm trong họ Crambidae.